# Fascisme

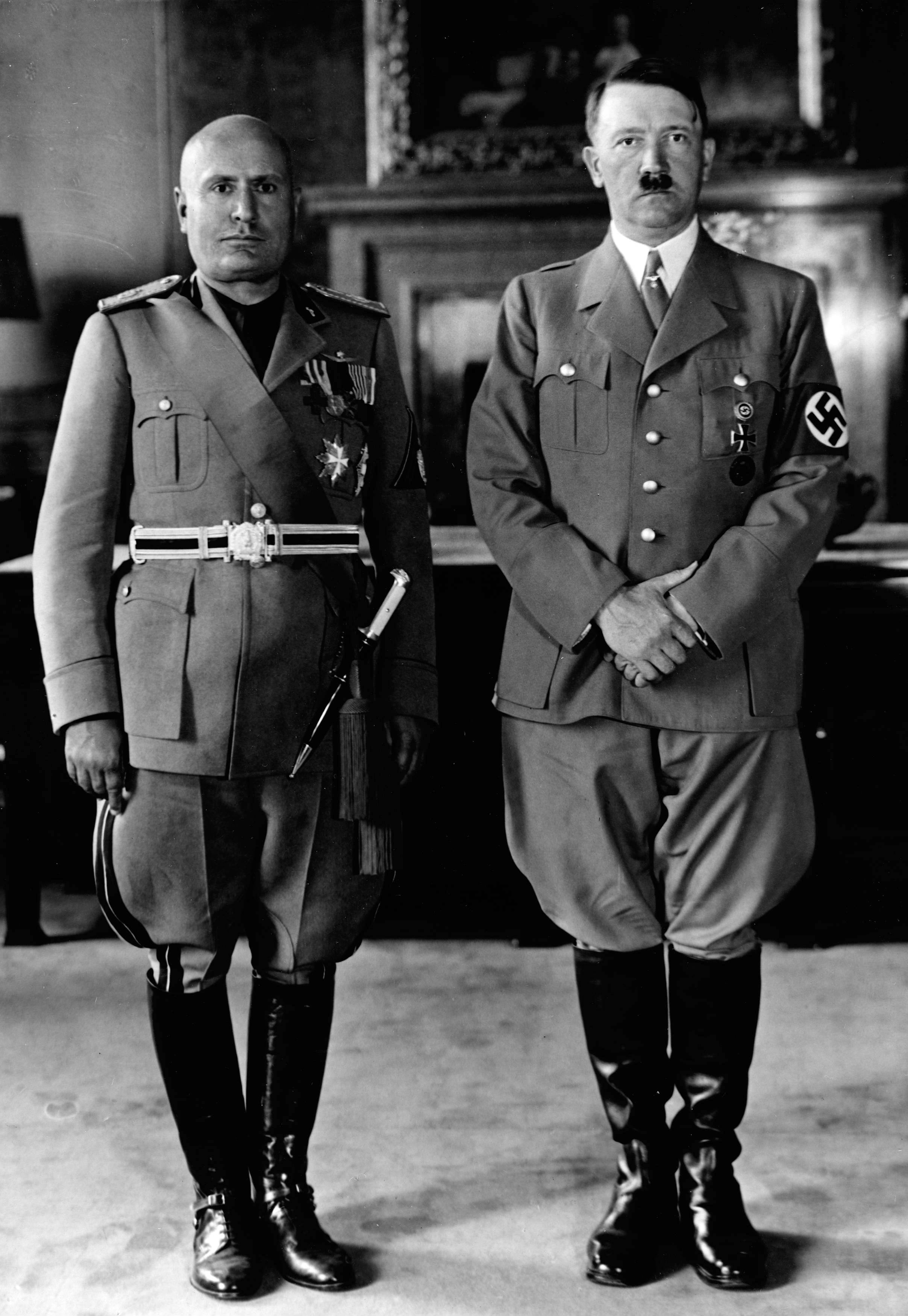
Benito Mussolini et Adolf Hitler en 1940.

Le fascisme est un système politique autoritaire qui associe populisme, nationalisme et totalitarisme au nom d'un idéal collectif suprême. Mouvement d'extrême droite révolutionnaire, il s'oppose frontalement à la démocratie parlementaire et au libéralisme traditionnel, et remet en cause l'individualisme codifié par la pensée philosophique des Lumières,. Issu de diverses composantes de la philosophie européenne du XIXe siècle, le fascisme a trouvé dans les circonstances économiques et historiques de l'après-Première Guerre mondiale le contexte qui lui a permis d'accéder au pouvoir, d'abord en Italie dans les années 1920 avec Mussolini, puis sous une variante accentuée, militariste, en Allemagne dans les années 1930 avec le nazisme d'Adolf Hitler.
Le terme fascisme s'applique au sens strict à la période mussolinienne de l'histoire italienne et au sens large à un système politique aux caractéristiques inspirées par l'exemple italien et allemand mais qui a pu prendre des aspects différents selon les pays. Des débats existent entre les historiens quant à la qualification de certains régimes (France de Vichy, Espagne franquiste...). La différence entre fascisme et totalitarisme fait l'objet de nombreux débats.
Opposé à l'individualisme et repoussant l'idéologie démocratique au nom de la masse incarnée dans un chef providentiel, le fascisme embrigade les groupes sociaux (jeunesse, milices) et justifie la violence d'État menée contre les opposants, assimilés à des ennemis intérieurs, l'unité de la nation devant dépasser et résoudre les antagonismes des classes sociales dans un parti unique. Dans le domaine économique, l'État conduit une politique dirigiste mais maintient le système économique et les activités professionnelles.
En même temps, le fascisme rejette la notion d'égalité au nom d'un ordre hiérarchique naturel : il définit un « homme nouveau », un idéal de pureté nationale et raciale qui nourrit en particulier l'antisémitisme, l'homophobie, l'exclusion des personnes atteintes d'un handicap et exalte les corps régénérés ainsi que les vertus de la terre, du sang et de la tradition, tout comme il affirme une hiérarchie entre les « peuples forts » et les « peuples faibles » qui doivent être soumis. De façon générale, le fascisme exalte la force et s’appuie sur les valeurs traditionnelles de la masculinité, reléguant les femmes dans un rôle maternel. Il célèbre dans cet esprit les vertus guerrières en développant une esthétique héroïque et grandiose.
Révélateur d'une crise de la modernité et luttant contre le sentiment de décadence de la civilisation, le fascisme s'appuie aussi sur une vision idéalisée du passé et sur l'émotion collective qu'il met en scène dans la théâtralité dynamique d'une religion civile (culte du chef, uniformes, rassemblements, propagande) et suscite ainsi une fascination idéologique et esthétique avérée,.
Dans son acception la plus large, le terme est employé pour qualifier l'ensemble de l'extrême droite. Le fascisme est d'ailleurs encore revendiqué par certaines mouvances d'extrême droite (les néofascistes) comme le parti italien CasaPound dont les membres aiment se faire appeler « Fascistes du troisième millénaire ».

## Prononciation et étymologie
Le mot fascisme est prononcé [fa.ʃism], calque de la prononciation italienne [faˈʃizmo] ; ou plus rarement [fa.sism],,.
Le mot (en italien fascismo) vient de l'italien « fascio » (« faisceau »), faisant référence aux fasces lictoriae, emblème de l'autorité créé sous la République romaine, qui fut ensuite repris notamment sous la Révolution française, puis vers 1919, par les milices squadristes de Benito Mussolini, qui avaient initialement groupé des anciens combattants de la Première Guerre mondiale, déçus et épris d'ordre.

## Idéologie

L'emblème du parti national fasciste comprenant un faisceau de licteur.

Au sens le plus strict, il désigne donc le régime de Benito Mussolini. Si historiquement le nazisme apparaît proche du fascisme, bien d'autres régimes politiques ont été qualifiés, à tort ou à raison, de fascistes par leurs opposants, comme l'Égypte nassérienne, le régime des Talibans, le stalinisme, le péronisme, etc. Dans le débat politique contemporain, les adhérents à certaines idéologies politiques tendent à associer le fascisme avec leurs ennemis, ou le définissent comme étant l'opposé de leurs propres visions politiques.
En son sens large, le fascisme se définit comme une réaction aux valeurs de l'humanisme démocratique du siècle des Lumières. Issu des frustrations engendrées par ce nouveau modèle de société, le fascisme rejette les droits de l'homme, le communisme, l'anarchisme, les libertés individuelles et le libéralisme politique.

« Le fait est que le XIXe siècle était le siècle du socialisme, du libéralisme, de la démocratie, ceci ne signifie pas que le XXe siècle doit aussi être le siècle du socialisme, du libéralisme, de la démocratie. Les doctrines politiques passent ; les nations restent. Nous sommes libres de croire que ceci est le siècle de l'autorité, un siècle tendant vers la « droite », un siècle fasciste. Si le XIXe siècle était le siècle de l'individualisme (le libéralisme implique l'individualisme), nous sommes libres de croire que ceci est le siècle « collectif », et ainsi le siècle de l'État. »

— Benito Mussolini, La Doctrine politique et sociale du fascisme (1933).
Lors d'un discours du 2 avril 1924, Benito Mussolini reprend une citation du philosophe Friedrich Nietzsche : « vivre dangereusement », citation qui doit être la règle pour le fascisme, sa définition ; Mussolini déclare ainsi :

« Vivre dangereusement : je voudrais que ce fût là le mot d'ordre du fascisme italien. Vivre dangereusement, cela veut dire être prêt à tout, à quelque sacrifice, à quelque danger possible, à quelque action que ce soit, quand il s'agit de défendre sa patrie. La vie telle que le conçoit le fasciste est grave, austère et religieuse : elle est vécue tout entière dans un monde porté par les forces responsables et morales de l'esprit. Le fasciste doit mépriser la vie commode. Son credo est l'héroïsme tandis que celui du bourgeois est l'égoïsme. Le fascisme est enfin une conception religieuse qui considère l'Homme dans son rapport sublime avec une loi et une volonté qui dépasse l'individu. Pour le fascisme, le monde n'est pas ce monde matériel qui apparaît à la surface, où l'homme est un individu isolé de tous les autres, existant en soi, et gouverné par une loi qui le mène à ne vivre qu'une vie de plaisir égoïste et momentanée. Le fascisme est né d'une réaction contre le siècle présent et contre le matérialisme dégénéré et agnostique. »

Le fascisme souhaite être pragmatique avant tout, c'est ce qu'explique Mussolini dans son quotidien Il Popolo d'Italia le 23 mars 1919 : « Nous nous permettons le luxe d'être aristocrates et démocrates, conservateurs et progressistes, réactionnaires et révolutionnaires, légalistes et illégalistes, selon les circonstances, le lieu, le cadre dans lequel nous sommes contraints de vivre et d'agir ».

### Origine
Les origines du fascisme font l'objet d'un débat parfois âpre parmi les historiens.

« Définir le fascisme, c'est avant tout en écrire l'histoire. »

— Angelo Tasca, La naissance du fascisme 
Pour Zeev Sternhell et ses partisans, l'idéologie fasciste a principalement été forgée en France, entre les années 1880 et 1914, par conjonction entre une radicalisation antidémocratique de certains mouvements d'extrême gauche (notamment le syndicalisme révolutionnaire) avec une nouvelle droite nationaliste, formant la « droite révolutionnaire », dont est issue le fascisme. Zeev Sternhell souligne pour sa part :

« Pour l'étude du préfascisme, plus tard du fascisme, la France fournit un champ d'observation quasi idéal. Non seulement l'idéologie fasciste y atteint sa maturité plus rapidement qu'ailleurs, mais encore son expression intellectuelle y est d'une qualité exceptionnelle. L'œuvre de Giovanni Gentile mise à part, l'Europe n'a rien donné de comparable à la production idéologique et littéraire du fascisme français. »

— Zeev Sternell, Ni droite ni gauche, l'idéologie fasciste en France
Henri Michel est d'avis que le « fascisme […] est à la fois un et multiple ». Il ajoute : « Dans chaque pays, il trouve dans le passé national quelques-uns de ses éléments, mais il puise aussi dans son fonds commun pour modeler le présent et façonner l'avenir » ; cherchant des antécédents au fascisme français, il remonta jusqu'au bonapartisme : « Napoléon Ier et Napoléon III ont frayé la voie au fascisme, par la dictature, le culte du grand homme, la recherche de l'appui populaire par le plébiscite, la restructuration du corps social – par une nouvelle noblesse ou par la promotion d'une classe d'hommes d'affaires »,.
Une opinion très répandue est que le fascisme français des années 1930 puisa sa source dans un courant intellectuel qui s'était développé à la fin du XIXe siècle et au début du XXe siècle. Parmi ceux qui concourent ainsi à sa formation, on peut mentionner : Édouard Drumont, Paul Déroulède, Gustave Le Bon, Joseph Arthur de Gobineau, Gustave Tridon, René de La Tour du Pin, Charles Maurras, Maurice Barrès, Georges Sorel, Julius Evola, Joséphin Péladan, Georges Valois, Robert Brasillach, Eugène Deloncle, Blanc de Saint-Bonnet, Henri Martin, Georges Thiébaud, Jules Guérin, Lucien Rebatet et plusieurs autres. Les conceptions caractéristiques de ce courant exprimaient un nationalisme exclusif, un antisémitisme agressif, un racisme marqué, un goût prononcé de l'autoritarisme et une violente opposition à des valeurs comme : révolution, république, libéralisme politique, démocratie, parlementarisme et socialisme.
Toutefois, la doctrine économique libérale ne s'oppose pas au fascisme. Il y eut des connivences dans une perspective anticommuniste avec lesquels Mussolini parvient à posséder le soutien financier d’industriels et de grands propriétaires qui financent les groupes fascistes encouragés à faire le coup de poing contre la gauche pour défendre la propriété privée :

« Giolitti, entre juin 1920 et juin 1921, veut voir dans les fascistes une organisation que l’on peut intégrer à la démocratie libérale. Soucieux comme il le dit, de « constitutionnaliser le fascisme » en l’associant au fonctionnement de la vie politique italienne, il fait associer des fascistes aux listes des partis libéraux lors des élections municipales d’octobre 1920, puis lors des législatives de mars 1921. »

Mussolini déclare, lors de son premier discours en tant que député au Parlement italien, le 21 juin 1921 : « Je suis un libéral […]. Il faut abolir l’État collectiviste tel que la guerre nous l’a transmis, par la nécessité des choses, et revenir à l’État manchestérien ».
Pour des auteurs comme Pierre Milza, la Première Guerre mondiale est tout à fait essentielle dans la formation de l'idéologie fasciste, bien qu'il ait nuancé son point de vue en reconnaissant que Sternhell avait partiellement raison en soulignant la parenté entre certains idéologues français d'avant 1914 et les théoriciens du fascisme. Traitant de la France du début du XXe siècle, Pierre Milza et Marianne Benteli soulignent :

« Nous avons vu, en étudiant les préfascismes, qu'il existait en France, depuis les premières années du XXe siècle, deux courants de ce type. L'un, de tradition "jacobine" et plébiscitaire, représenté par Barrès et par les partisans attardés d'une solution césarienne (bonapartisme et boulangisme). L'autre, d'inspiration monarchiste et traditionaliste, incarné par Maurras et par l'Action Française. Ni l'un ni l'autre ne débouchèrent, au lendemain de la guerre, sur un véritable mouvement fasciste. »

— Pierre Milza et Marianne Benteli, Le fascisme au XXe siècle
Cependant, pour Ernst Nolte, il est évident que « l'Action française a été la première organisation de quelque importance et de statut intellectuel à révéler des traits caractéristiques fascistes » et « qu'il faudrait qualifier l'Action française de fascisme précoce, et que d'un certain point de vue, elle est plus proche du national-socialisme que du fascisme italien ». Cette prise de position d'Ernst Nolte à l'égard de l'Action française est la seule de son espèce. Toutefois, afin de défendre sa thèse Ernst Nolte insiste :

« Elle se créa, avec les Camelots du roi, une troupe qui sut s'imposer par la violence […] Elle chercha et trouva des contacts avec le syndicalisme révolutionnaire et attira un temps sur ses voies un homme de la taille de Georges Sorel […] Il faut reconnaître que l'Action française s'en distinguait nettement, par le fanatisme avec lequel elle rendait responsable de tout "protestants, juifs, francs-maçons et métèques", et voyait dans la révolution non pas la voie d'une restauration, mais le retablissement de la tradition, enfin affranchie de toutes menaces.
L'Action française préfigure en fait dans une certaine mesure le fascisme, et pas seulement dans le domaine subtil de l'idéologie. Ceci est bien démontré par le fait que, des multiples formations que la gauche française taxa de fascisme, certaines des plus importantes sortirent de l'Action française comme d'une matrice et qu'elles ne surent renchérir sur l'Action française que par quelques détails extérieurs, tout en restant bien loin derrière elle du point de vue de l'efficacité réelle. »

— Ernst Nolte, Les mouvements fascistes, l'Europe de 1919 à 1945
Sous l'occupation nazie, la doctrine de l'Action française eut une énorme influence idéologique sur le gouvernement de Vichy. Charles Maurras appuya avec zèle la « révolution nationale » guidée par le maréchal Pétain.
Pour Robert Paxton, le Ku Klux Klan (KKK) constitue la première forme de mouvement fasciste, ou protofasciste, et il rejoint en partie Sternhell sur les origines françaises de l'idéologie.

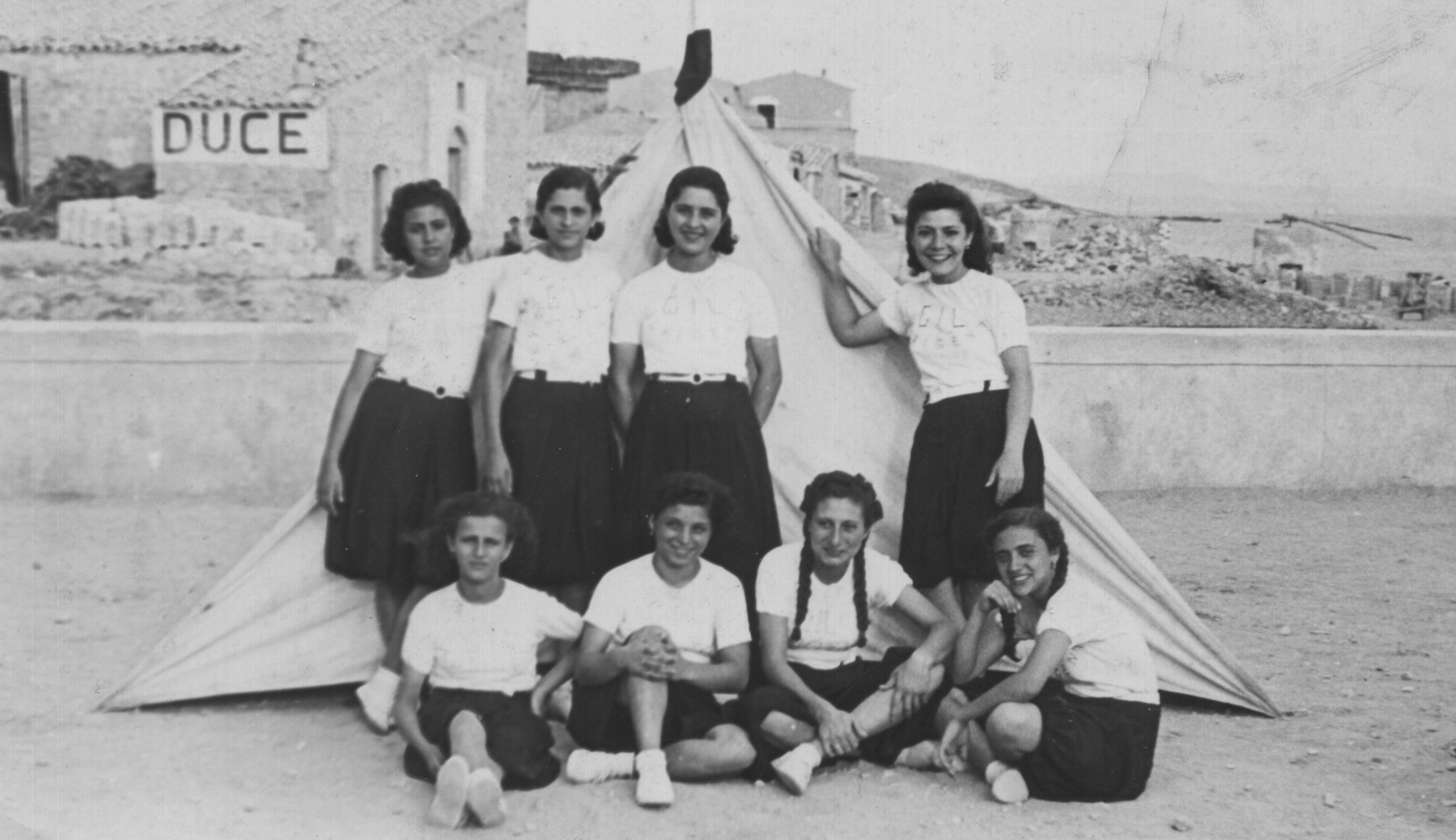
Un groupe de Piccole Italiane, organisation fasciste pour la jeunesse féminine.

Pour l'historien américain, le fascisme se développe selon cinq phases :
1. Des penseurs politiques dissidents, extrémistes de droite méprisant la modération des conservateurs, et anciens extrémistes de gauche reniant la démocratie, forment une critique commune du libéralisme politique, au nom d'une synthèse nationale et sociale. L'idéologie se forme ainsi dans des pays de vieille tradition démocratique, comme la France, et, paradoxalement, un pays où naît l'idéologie fasciste a peu de chance de voir arriver rapidement un parti fasciste au pouvoir ;
2. Ces mouvements, jusque-là marginaux, prennent de l'importance, car ils apparaissent, aux yeux des grands industriels et des grands propriétaires terriens, comme le seul moyen de rétablir l'ordre, notamment contre l'agitation communiste. À ce moment, le fascisme abandonne ses revendications sociales avancées pour un libéralisme économique strict ;
3. Le parti fasciste accède au pouvoir ;
4. Le pouvoir fasciste se consolide ;
5. La phase de radicalisation n'a été pleinement accomplie que par le nazisme, avec la Shoah et la création d'espaces où l'État protecteur disparaît absolument : les camps de concentration, et plus encore les camps d'extermination[33].

Son modèle social est davantage centré sur la nation que sur les individus qui la composent. Il cherche à créer un groupe uni et solidaire, qui ait une identité forte. Pour cela, il faut que cette collectivité partage une histoire et un destin communs et qu'elle se construise sur la volonté de perpétuer son ciment culturel. Il est donc primordial pour les fascistes de préserver l'homogénéité (ethnique, religieuse ou de classe) de cette collectivité nationale.

### Totalitarisme
Le fascisme se définit lui-même comme « totalitaire », et peut se résumer par une formule de Mussolini : « Tout dans l'État, rien hors de l'État, rien contre l'État ! »,. Mussolini expliqua que « pour le fasciste, tout est dans l’État, et rien d’humain ni de spirituel n’existe et a fortiori n’a de valeur, en dehors de l’État. En ce sens, le fascisme est totalitaire, et l’État fasciste, synthèse et unité de toute valeur, interprète, développe et domine toute la vie du peuple ». Toutefois, il précisa : « qu'on ne pense pas que l'État, tel que nous le concevons et le voulons, prenne le citoyen par la main comme le père prend celle de son jeune fils pour le guider ». De plus, Julius Evola expliqua que « lorsque le fascisme présenta un caractère totalitaire, on doit donc penser à une déviation par rapport à son exigence la plus profonde et la plus valable ». En outre, pour Hannah Arendt, connue pour ses travaux sur le totalitarisme, le fascisme italien ne fut pas un régime totalitaire.
Excluant tout contre-pouvoir, le fascisme italien est un système qui se veut totalitaire. Il s'est appuyé sur des groupes de choc, les Chemises noires, qui ont été complètement militarisées après la prise du pouvoir. À la différence d'autres totalitarismes, le fascisme a cherché cependant à obtenir l'adhésion populaire plutôt que de recourir à des méthodes coercitives. Utilisant des techniques comme la démagogie et le populisme, il lui est arrivé d'obtenir un fort soutien populaire et même de maintenir certaines formes démocratiques, comme le suffrage universel (pendant deux années). Tout comme Hitler, Mussolini a été « invité » au pouvoir par l'assentiment des autorités de l'époque avec la célèbre Marche sur Rome.
Il s'agit pour cela de mobiliser des valeurs comme le patriotisme, les idéaux de « rénovation » nationale et de pureté. Croire, obéir, combattre deviennent des valeurs, analyser et critiquer de l'insubordination. Il est donc nécessaire de faire naître un sentiment d'urgence, de désigner un ennemi commun cherchant à détruire le collectif et contre lequel le groupe tout entier doit se mobiliser.
Cette mobilisation permet de réprimer sévèrement toute contestation sans perdre la caution populaire. Il suffit de désigner l'homme à abattre comme « ennemi », « traître », « sous-homme ». Mais le fascisme italien n'a pas pratiqué les massacres de masse de type hitlérien, même s'il n'a pas hésité à faire exécuter des opposants politiques, y compris exilés (Carlo et Nello Rosselli) et à les reléguer (îles Lipari notamment).

### Rapports avec la Révolution française
« Nous représentons un principe nouveau dans le monde, nous représentons l’antithèse nette, catégorique, définitive de la démocratie, de la ploutocratie, de la maçonnerie, en un mot, de tout le monde des immortels principes de 1789 »

— Benito Mussolini, La Doctrine du fascisme
L'historien italien Renzo de Felice et l'historien français Frédéric Le Moal renvoient pour leur part le fascisme « à sa nature révolutionnaire et à son lien avec la Révolution française » dans sa période jacobine, ce qui n'est pas le cas d'autres historiens comme Johann Chapoutot, lequel pense que le projet politique nazi est un projet contre-révolutionnaire voulant détruire l'héritage de la Révolution française. Ralph Schor observe également que cette thèse « semble contredite par bien d’autres aspects du régime comme l’exaltation des traditions et de la Rome antique, la défense de l’ordre moral, de la société patriarcale, du monde rural et de ses valeurs, le maintien du pouvoir représenté par le capital, les mesures prises pour supprimer la lutte des classes, la relative liberté laissée aux intellectuels et aux artistes », ce qui conduit ce dernier auteur à considérer que Le Moal « finit par quasiment nier la complexité du mouvement qu’il étudie et par minorer ou oublier les emprunts faits par le fascisme aux droites ».

### La notion de hiérarchie
Un autre point caractéristique du fascisme est la prégnance de la hiérarchie sociale : le groupe doit être mené par un chef, surnommé en Italie le Duce (« le Guide »), dont l'autorité ne saurait être remise en question. C'est au cours de sa période socialiste que Mussolini fut qualifié pour la première fois de Duce, selon un terme en usage dans la gauche italienne. Avec le fascisme, l'emploi du terme est systématisé et le Duce devient le conducteur de la révolution fasciste. Néanmoins, ce n'est qu'après le congrès de Vérone de novembre 1921 qui permit la transformation du mouvement en parti que Mussolini fut reconnu comme Duce du fascisme, même si ce titre n'impliquait pas l'autorité dictatoriale qu'obtint cette même année Hitler au sein du parti national-socialiste. En effet, avant ce congrès, Mussolini dut faire face à une révolte des principaux chefs squadristes contre sa prétention à être reconnu comme fondateur et Duce du fascisme.

### Fascisme et racisme
Le fascisme, à la différence du nazisme, n'était pas raciste à l'origine. Il adopte un discours ouvertement raciste à partir de 1935 (la conquête de l'Éthiopie est justifiée par l'infériorité raciale des Éthiopiens), et légifère en ce sens à partir de 1937 (interdiction du concubinage et du mariage entre colons et Africains), en se radicalisant de plus en plus. « Il est temps que les Italiens se proclament franchement racistes. Toute l'œuvre que jusqu'à présent a fait le régime en Italie est au fond le racisme. Dans les discours du Chef, la référence aux concepts de la race a toujours été très fréquente. La question du racisme en Italie doit être traitée d'un point de vue purement biologique sans intentions philosophiques ou religieuses. », extrait de La difesa della razza, dirigée par Telesio Interlandi, année I, numéro 1, 5 août 1938, page 2 (In Dossier Cliotexte sur le Fascisme italien).
Ce racisme devient ouvertement antisémite à partir de 1938 (Lois raciales fascistes), dans un contexte d'alliance avec l'Allemagne de Hitler. Encore ces lois d'exclusion étaient-elles moins dures et comportaient-elles beaucoup plus de dérogations que les lois antisémites de Hitler et de Pétain.
Toutefois il faut noter qu'à une période où l'on ne peut certainement pas supposer des influences hitlériennes, c'est-à-dire en avril 1921, lors d'un discours prononcé à Bologne, Benito Mussolini mit la naissance du fascisme en relation avec « un profond et constant besoin de notre race aryenne et méditerranéenne qui, à un moment donné, s'est sentie menacée dans les fondements mêmes de son existence ». De plus, dans le programme du Parti national fasciste du 27 décembre 1921, la nation est comparée à la race : « La nation n’est pas la simple somme des individus vivants ni l’instrument des fins des partis, mais un organisme comprenant la série indéfinie des générations dont les individus sont des éléments passagers ; c’est la synthèse suprême de toutes les valeurs matérielles et spirituelles de la race… »,,. L'affirmation selon laquelle « c'est avec la race qu'on fait l'histoire » est de la même année, la phrase suivante de 1927 : « il faut veiller sérieusement sur le destin de la race ; il faut prendre soin de la race ». En 1938, durant le congrès général du parti fasciste, Mussolini rappela ces antécédents précis pour repousser l'accusation selon laquelle le fascisme singeait simplement les allemands, ajoutant même que toutes les fois où il avait parlé de lignée il avait voulu « se référer à la race ».
Il faut également différencier le racisme biologique du nazisme avec le racisme italien. Mussolini lut l'ouvrage Synthèse d'une doctrine de la race de Julius Evola, et a approuvé les thèses du philosophe traditionaliste italien de manière inconditionnelle et voulut prendre en s'appuyant sur elles des initiatives, qui n'ont pas pu être réalisées. Evola voulut donner à l'Italie fasciste une doctrine raciale s'inspirant des enseignements traditionnels et non des « aberrations du scientisme moderne ». Il tente de définir une conception « traditionnelle » de la race, défendant une approche « spirituelle » de celle-ci et créant le concept de « race de l’esprit » qui innove par rapport aux théories biologistes raciologiques issues du XIXe siècle en proposant une doctrine raciste psychologisante.
Roger Griffin, historien britannique spécialiste du fascisme, présente ce système politique comme une «palingénésie ultranationaliste populiste». Il serait basé sur le mythe d’un nouveau commencement, radical, survenu après une période de décadence présupposée, engendré par une élite raciale ou spirituelle.

### Fascisme et religion
Les rapports des fascismes avec les religions, et des religions avec le fascisme, sont hétéroclites. Le franquisme, l'impérialisme japonais ou le fascisme italien, ont mobilisé ou utilisé la religion dominante (catholicisme, shinto) pour se fortifier.
La nazisme au contraire dans sa tension interne visait à essayer de supprimer les religions préexistantes afin de leur substituer un néopaganisme comme religion politique, celle de l’État total.Voir article spécifique Mysticisme nazi.

## Histoire

### Origines du fascisme italien

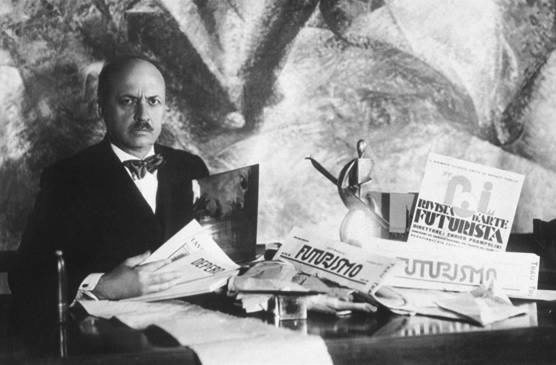
Filippo Tommaso Marinetti, artiste futuriste auteur du Manifeste du futurisme et coauteur du Manifeste fasciste (1919).

Le fascisme est d'abord le nom que le mouvement et le régime de Mussolini se sont donné. Le terme provient de la fondation après la Première Guerre mondiale, par Mussolini, du mouvement « Fasci italiani di combattimento » (« faisceaux italiens de combat »), à l'origine des termes « fasciste » et « fascisme ». Le mot fasci lui-même est une référence à la Rome antique (les magistrats romains étaient précédés d'un certain nombre de gardes, les licteurs, chargés de ces faisceaux, symboles d'autorité, de violence de la loi) et aux fasci, mouvements et sociétés secrètes des années 1890, composés de paysans révolutionnaires italiens.
Il naît en tant que mouvement décentralisé en mars 1919, sur les frustrations d'une « victoire mutilée », thème agité par les nationalistes en raison de la tournure des négociations lors du Congrès de Versailles, concernant le sort des terres irrédentes de Dalmatie, d'Istrie, de Fiume/Rijeka, mais aussi en réaction au communisme en pleine expansion. Le fascisme est alors le mouvement exalté, le mouvement d'un pays qui tente de retrouver une puissance perdue, un empire perdu, un honneur perdu. Le nationalisme, soutenu par la plupart des artistes de l'époque (Gabriele D'Annunzio, les futuristes italiens, tels Filippo Tommaso Marinetti) devient le fer de lance du fascisme. Le populisme de Benito Mussolini et la passivité (due à la pacification des milices des fascios, soutenues par les classes dirigeantes et Ivanoe Bonomi, le ministre de la Guerre de Giovanni Giolitti de 1920 à 1921), vont permettre à la dictature de s'installer doucement, de la Marche sur Rome du 28 octobre 1922 à l'assassinat de Giacomo Matteotti le 10 juin 1924 qui va déboucher sur la déclaration de la dictature et la promulgation des lois fascistissimes en 1926.
À l'origine, sans réelle idéologie, le fascisme est influencé par les lectures de Mussolini et des opinions politiques de son père. Ainsi intègre-t-il une version remaniée de concepts tels que l'obéissance entière à l'État d'Hegel, le darwinisme social de Joseph Arthur de Gobineau, la vénération du héros de Friedrich Nietzsche et la violence de Georges Sorel.

#### Frustrations de la guerre

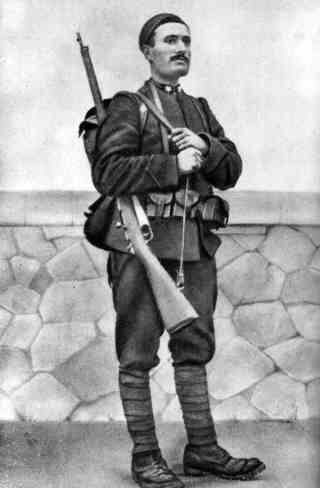
Benito Mussolini en 1917, pendant la guerre.

En 1914, le royaume d'Italie, membre de la Triple-Alliance aux côtés des empires allemand et autrichien, reste d'abord hors de la guerre. Le peuple italien, qui vient de vivre de dures luttes sociales, est pacifiste dans son immense majorité. Benito Mussolini, réputé très radical, est le rédacteur en chef d’Avanti!, le quotidien du Parti socialiste italien.
Lorsque la guerre s'étend à l'Europe, il engage soudain son journal pour l'entrée en guerre aux côtés de la France. Exclu du parti socialiste, entraînant une partie de la fraction anarcho-syndicaliste qui voit dans le conflit le point de départ d'une révolution mondiale, il fonde le Popolo d'Italia, avec des subsides des services secrets français et du patronat italien. Le Popolo d'Italia milite pour une guerre rédemptrice qui doit régénérer l'Italie. En 1915, après avoir signé le Pacte de Londres avec la France et le Royaume-Uni, l'Italie déclare la guerre à l'Autriche. Mais le front des Alpes est difficilement tenable, et Venise est menacée (défaite de Caporetto, 1917). Cependant, au prix de souffrances inouïes, l'armée italienne remporte la victoire de Vittorio Veneto, qui précipite la défaite et l'éclatement de l'Autriche-Hongrie en octobre 1918.

La ville de Fiume (aujourd'hui Rijeka) célèbre Gabriele D'Annunzio en 1920.

Aux traités de 1919-1920, l'Italie repousse sa frontière jusqu'aux Alpes du Tyrol, mais la côte dalmate, qu'elle considère comme italienne, est donnée à la Serbie pour former un nouvel État, la Yougoslavie. L'opinion italienne est déçue : « tous ces sacrifices pour rien » ; c'est la thématique de la « victoire mutilée ». À la tête de volontaires armés de toutes tendances politiques, le poète Gabriele D'Annunzio occupe Fiume (Rijeka) et y règne plus d'un an. Il y invente un folklore que les fascistes copieront (par exemple le cri de ralliement « Eia, Eia Alala ! ») en même temps qu'un certain romantisme utilisé par le futur régime. Dans ce sens, d'Annunzio est un précurseur du fascisme.

#### Conflits sociaux d'après-guerre
En 1920, l'agitation sociale monte d'un cran : les ouvriers occupent les usines et forment des conseils ouvriers afin de gérer par eux-mêmes les usines et la distribution. Le 21 janvier 1921, le Parti communiste d'Italie est fondé. Mais les organisations ouvrières et les syndicats sont attaqués par des « cogneurs » payés par certains patrons, et le pouvoir en place reste complaisant face à cette milice qui combat des « organisations subversives ». Les squadristes, après s'être ligués sous la direction de Mussolini forment eux aussi un parti, le Parti national fasciste, en novembre 1921. Le mouvement ouvrier italien sera décapité en 1922 malgré la résistance du mouvement des Arditi del Popolo telle qu'à Parme, les partis socialiste et communiste n'ayant pas pris la direction des mouvements insurrectionnels.
L'équipement fasciste comporte une chemise noire (issue de la tenue des troupes de choc de l'armée italienne créées en 1917 : les Arditi), divers types de matraques, dont un gourdin appelé manganello, et un purgatif puissant, l'huile de ricin, qu'ils font avaler de force à certains de leurs adversaires. Bientôt, les fascistes tiennent le haut du pavé et Mussolini les groupe en un parti, avec une idéologie musclée, qui profite de l'échec de la gauche et de la peur de la droite.

#### Politique et société du régime fasciste italien

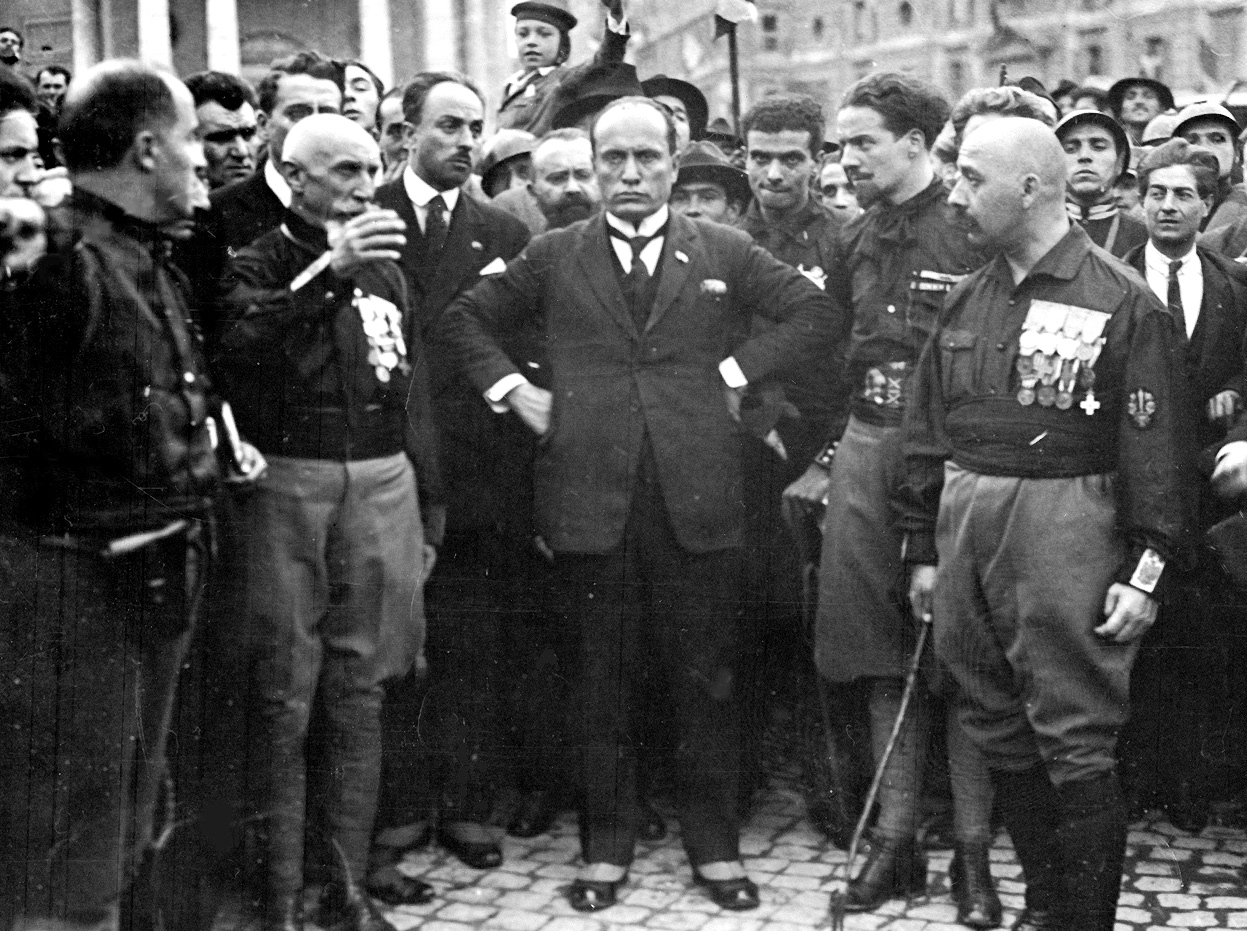
Mussolini lors de la marche sur Rome, avec ses quadrumviri Emilio De Bono, Italo Balbo et Cesare Maria De Vecchi.

En 1922, le parti national fasciste a 35 députés au Parlement, élus en 1921 sous l'étiquette de Blocs nationaux (en), et plus de 700 000 membres.
Après avoir chassé les organisations de gauche des villes du nord de la péninsule, les milices fascistes menacent de lancer une marche sur Rome. À peine celle-ci débute-t-elle que le roi Victor-Emmanuel III nomme Mussolini président du conseil. Mussolini respecte d'abord le jeu démocratique, en étant à la tête d'une large coalition allant jusqu'au centre droit.

#### Assassinat de Matteoti - Instauration des lois fascistissimes (1926)
Mais en mai 1924, le chef de file du parti socialiste italien, Giacomo Matteotti, par ailleurs député, dénonce les élections législatives, remportées avec succès par le parti fasciste en partie à la suite d'une modification des modalités de scrutin, et réclame leur annulation : il est assassiné le 10 juin, assassinat qui est revendiqué par Mussolini dans un discours devant le Parlement le 3 janvier 1925 (« Si le fascisme a été une association de criminels, je suis le chef de cette association de criminels »). Pour couper court à toute agitation, Mussolini instaure un régime d'exception : les lois fascistissimes (1926) ; les autres partis politiques sont interdits, leurs députés sont déchus, la presse est censurée, une police secrète, l'OVRA (organisation de vigilance et répression de l'antifascisme), est instaurée ainsi qu'un fichier de suspects politiques et un « Tribunal spécial ».
Vers 1929, la dictature du parti fasciste imbibe toute la société (seule la vie culturelle reste relativement libre, à condition de ne pas critiquer le régime). Des milliers de démocrates s'exilent pour échapper à la prison ou à la déportation sur des îles. Le pape Pie XI signe les accords du Latran avec l'État fasciste italien qui lui concède l'existence de l'État du Vatican.
L'idéologie fasciste est fondée sur :
- Le nationalisme et l'impérialisme, restaurer l'Empire romain : le régime construit des stades avec portiques, des statues colossales, avec des faisceaux partout. L'Italie, outre sa colonie (la Libye italienne), doit contrôler la Méditerranée : elle revendique la Corse, l'Albanie, la Dalmatie, la Savoie, Nice, fait la guerre en Espagne, en Grèce, en Égypte, etc. ;
- Le culte du chef : Mussolini est Duce (« guide »). Son image monopolise l'attention des Italiens, dans des postures qui le montrent soit soucieux du peuple, soit très courageux : en train de moissonner, de parader, de rejoindre des lions en cage, etc. Quelques slogans : Credere, obbedire, combattere (« Croire, obéir, combattre » ; pour les fascistes, l'homme ne doit pas trop réfléchir, il ne se réalise que par la guerre), Il Duce ha sempre ragione (« Le Duce a toujours raison ») ;
- L'encadrement de la population ;
- Le haut centralisme de l'État : le parlement n'a qu'un rôle mineur après 1928, puisque choisi par le Grand Conseil du fascisme, véritable pouvoir ;
- L'embrigadement des masses : dès la maternelle, les Balilla (ou Fils de la louve) défilent en uniforme noir, saluent à la romaine, assistent aux manifestations du régime, s'entraînent avec des fusils de bois. La force, la violence sont exaltées. Les syndicats sont remplacés par des corporations contrôlées par l'état et le patronat. Le droit de grève est aboli ;
- La propagande : les emblèmes et slogans fascistes, les chansons de marche, les monuments en béton néo-romains fleurissent partout. Le régime fasciste exalte ses grands travaux : le drainage des marais pontins, les premières autoroutes. On instaure même une ère fasciste (l'An I = 1922).

#### Économie du régime fasciste italien

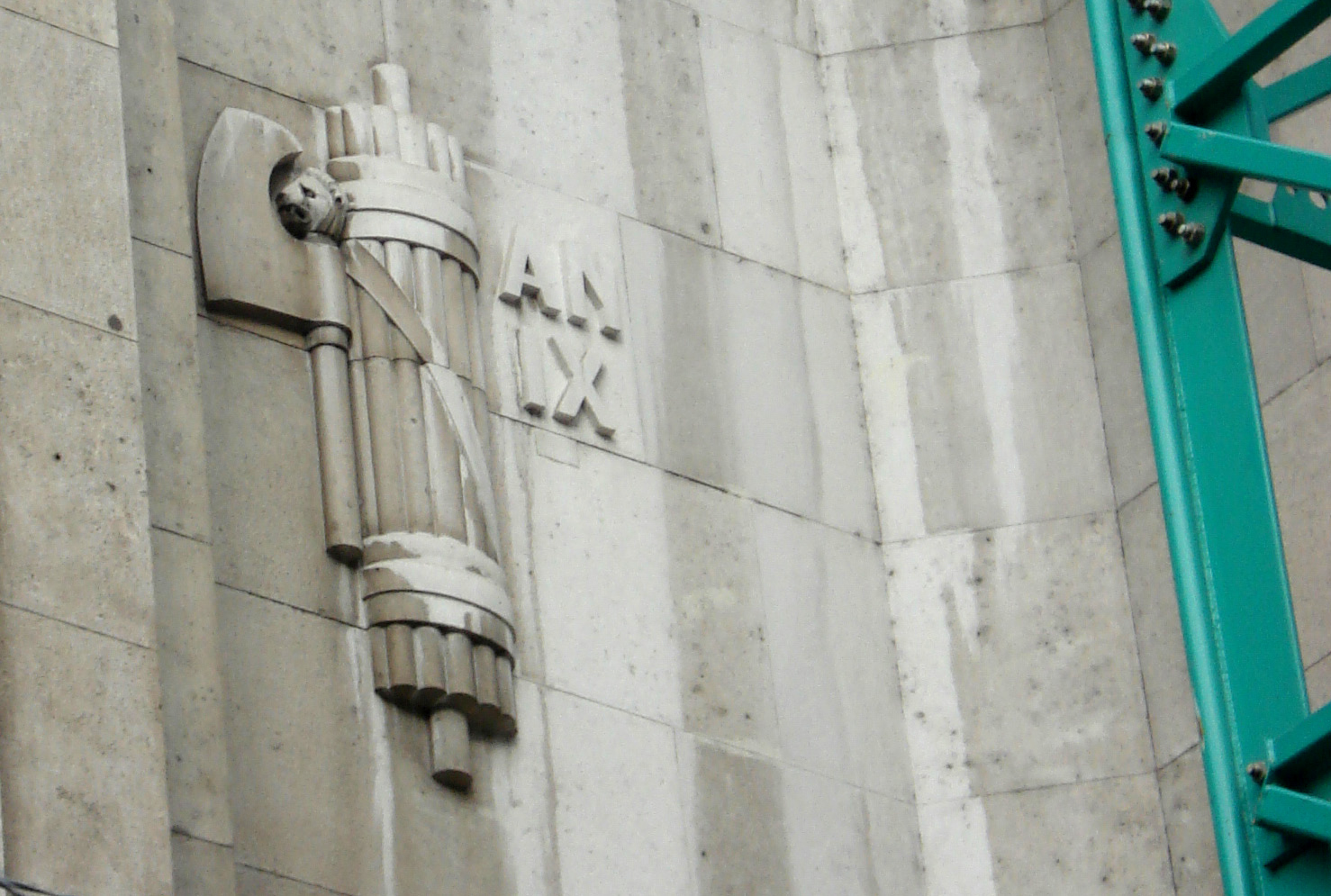
Faisceau sur la façade de la gare centrale de Milan. La date « AN » (du calendrier fasciste) correspond à la période du 29 octobre 1930 au 28 octobre 1931. (Photo prise en 2006.)

Les fascistes définissent leur conception économique comme une « troisième voie » entre capitalisme et marxisme. Leur politique se traduit par une extension considérable du contrôle gouvernemental de l'économie sans toutefois d'expropriation massive de la propriété des moyens de production. Le gouvernement nationalise les industries clés, contrôle les changes et fait investir massivement l'État. Il essaie entre autres de créer des corporations puissantes qui regroupent plusieurs entreprises d'un même secteur, le tout supervisé par l'État. Les fascistes instituent le contrôle des prix, le contrôle des salaires et autres mesures de planisme économique, ils instituent une affectation des ressources dominée par la régulation étatique, spécialement dans les secteurs financiers et des matières premières. L'économie est mise au service de l'État.
Le refus du capitalisme et du marxisme se traduit par une politique économique d'abord fluctuante. Le premier né des régimes fascistes aura à affronter le problème du déficit alimentaire global du pays, autant qu'une immense population de paysans sans terres, dans une Italie encore majoritairement rurale. Les thèmes du discours de Mussolini sur la question agricole deviendront des exemples classiques pour les dirigeants autoritaires ouest-européens de la période 1930-1960 : ils consistent d'abord à glorifier la terre et le travail qu'elle requiert. Puis à promettre des améliorations significatives des conditions de vie des paysans et enfin de développer de coûteuses mesures destinées à contrebalancer les importations alimentaires. La réalité ne correspondit jamais complètement aux envolées lyriques des fascistes sur ce sujet.
Le discours mussolinien ne s'embarrasse pas de finesse : les paysans y sont décrits comme une « population robuste et saine », « source d'équilibre » pour l'État et enfin « fleuve de sang nouveau ». Les premières mesures publicisées entre 1923 et 1933 sont les suivantes : intensification du programme existant de colonisation intérieure par de grands travaux de drainages des zones humides, d'enrichissement mécanique des sols et d'apports massifs d'intrants agricoles, d'irrigation, d'électrification et de percement de routes rurales destinées à désenclaver les anciens centres de production. L'ensemble des mesures est détaillé dans la Bonifica Integrale et adopté par les lois et décrets du 30 décembre 1923, du 18 mai 1924, du 24 décembre 1928 et du 13 février 1933. Entre « bataille du blé » et assèchement des marais pontins promus par une abondante campagne cinématographique, les efforts fascistes aboutissent de facto à une auto-suffisance céréalière au début des années 1930.
L'effort de la Bonifica Integrale aura coûté 6 milliards 200 millions de lires entre 1923 et 1934, soit plus que le total de 1 milliard 800 millions dépensés jusque-là par le jeune État italien : il s'agit d'un effort considérable pour les finances publiques, sachant que les coûts sont supportés de 75 à 92 % par l'État, le reste incombant aux propriétaires. Ceux-ci sont expulsés s'ils ne peuvent s'acquitter de leur part : les plus petits pour l'essentiel. Habituellement, les terres nouvelles créées par ces efforts sont concédées en parcelles de tailles moyennes. Dans l'exemple des Marais Pontins, les 45 000 hectares de terres insalubres depuis la plus haute Antiquité sont lotis par parcelles de 10 à 30 hectares.
La Bataille du blé lancée en pleine session de nuit le 25 juin 1925, sur le registre mélodramatique, par Benito Mussolini lui-même, va par le biais de concours de productivité, de compétitions quantitatives, occuper le devant de la scène médiatique italienne durant dix étés. Elle est aussi l'opportunité pour les petits paysans de livrer leurs récoltes à des organisations coopératives et à un prix avantageux fixé par l'État. Les grands propriétaires du Sud bénéficient quant à eux d'un appareil de subventions à l'exportation de leurs productions extensives, oléagineuses ou viticoles.
En revanche, la condition des paysans sans terre s'améliore moins nettement : leur salaire journalier fixé réglementairement ne s'élève qu'à 7,5 lires/jour, pas les 8 lires promises par le Duce. Les syndicats de Braccianti sont remplacés par des syndicats fascistes. La loi sur l'assurance chômage du 30 décembre 1923 les exclut du système. Le premier décret agraire et fasciste, du 11 janvier 1923, les avait déjà privés de la protection du décret Visochi, lequel avait sanctionné positivement les occupations des terres inemployées des latifundiaires durant l'immédiat après-guerre. Ces domaines cultivés souvent collectivement retournent donc à leurs anciens propriétaires. Par ailleurs, la loi du 8 juin 1924 annulera les droits d'usage collectif des biens communaux établis sur les anciens domaines féodaux, rendant ceux-ci aux anciens seigneurs.
Les dirigeants de la Confédération Fasciste de l'Agriculture ne se recrutent pas chez les Braccianti. Ils autorisent ainsi le retour au paiement du salaire en nature. La proposition mussolinienne de partage des revenus des récoltes entre plusieurs métayers, la « comparticipation », remporte un vif succès là où elle est mise en œuvre, puisque les « journaliers sans terre » reçoivent 30 % des produits de l'exploitation. En échange, les agrariens peuvent toujours licencier leurs journaliers sans préavis ni indemnités. Les dirigeants de la Confédération réduisent progressivement la part des métayers de 70 à 50 % avant 1929. Les agrariens sont dans ce secteur également bénéficiaires de la politique fasciste. Cette dégradation de la condition de vie des plus modestes paysans italiens n'est pas surprenante, puisqu'historiquement les bandes fascistes primitives servaient aussi de milices aux grands latifundiaires, durant les désordres de l'après guerre: Brisant les piquets de grève, incendiant les locaux syndicaux et nettoyant les domaines occupés de leurs occupants sans titres de propriété. Dans la mesure où les principaux soutiens du fascisme naissant sont ces latifundiaires, on conçoit qu'ils aient été les principaux bénéficiaires des politiques agricoles du fascisme.

##### Programme fasciste révolutionnaire de 1919
Les faisceaux de combat apparaissent en réaction aux troubles sociaux, notamment ceux de Milan. Le programme révolutionnaire du mouvement en 1919 est d'inspiration nationaliste et socialiste dans un mélange particulièrement progressiste et confus.
La défaite aux élections de 1919 amène les groupements les plus à gauche à se retirer des fascios. Avec l'évolution du mouvement, nombre des idées du programme seront rejetées.
Dans un climat social difficile (grèves et agitations) qui fait craindre à la démocratie libérale un soulèvement social révolutionnaire comme en Russie (révolution d'Octobre), en Allemagne (révolution allemande), et d'autres pays dans lequel des troubles révolutionnaires existent, Mussolini annonce en 1921, avant son accession au pouvoir, son soutien au libéralisme et au capitalisme :

« Je suis un libéral. La nouvelle réalité de demain, répétons-le, sera capitaliste. La vraie histoire du capitalisme ne commence que maintenant. Le socialisme n'a plus une chance de s'imposer. […] Il faut abolir l'État collectiviste, tel que la guerre nous l'a transmis, par la nécessité des choses, et revenir à l'État manchestérien (Mussolini au Parlement le 21 juin 1921). »

Rocca et Corsini établiront, par la suite, un programme pour le PNF favorable au libéralisme économique « manchestérien ».

##### Phase libérale de la politique de Mussolini (1921-1925)
Arrivé au pouvoir, allié à une vaste coalition, le gouvernement de Mussolini, sous l'impulsion du libéral Alberto De Stefani (en), qui succède aux libéraux, poursuit la politique économique libérale du précédent gouvernement : « Nous voulons dépouiller l'État de tous ses attributs économiques : assez de l'État cheminot, de l'État postier, de l'État assureur » (Benito Mussolini, 1922).
Le tournant s'opère dans la deuxième moitié des années 1920 : Alberto De Stefani démissionne en 1925, promulgation des lois fascistissimes en 1926, vote des lois sur le corporatisme en 1927, et en 1929 crise économique mondiale.

##### Corporatisme fasciste, mis en place à partir de 1925
Les fascistes monopolisent petit à petit le pouvoir. Après l'assassinat de Giacomo Matteotti le 10 juin 1924, ils établissent une dictature, les lois fascistissimes sont promulguées en 1926 et Mussolini donne au fascisme la célèbre formule : « Tout dans l'État, rien hors de l'État et rien contre l'État » ; il désavoue et attaque (dans le sillage de la Confindustria[réf. nécessaire]), à la suite d'une crise économique, le libéralisme économique :

« Le fascisme est absolument opposé aux doctrines du libéralisme, à la fois dans la sphère politique et dans la sphère économique. […] L'État fasciste veut gouverner dans le domaine économique pas moins que dans les autres ; cela fait que son action, ressentie à travers le pays de long en large par le moyen de ses institutions corporatives, sociales et éducatives, et de toutes les forces de la nation, politiques, économiques et spirituelles, organisées dans leurs associations respectives, circule au sein de l'État. »

— Benito Mussolini, La Doctrine du fascisme (1935).
Mussolini mène alors une politique dirigiste : grands travaux, protectionnisme, stimulation de la consommation, constitution de monopoles, encadrement et restriction des droits des ouvriers, bataille du blé.
Le corporatisme est institué : système de guildes qui encadre les relations patrons/ouvriers et salariés afin qu'ils planifient l'économie dans l'intérêt général, ministère des Corporations, Conseil national des Corporations, Chambre des Faisceaux et Corporations.
Au premier abord, ce corporatisme fait songer à la doctrine de l’Action française, à la théorie des corps intermédiaires ; aussi la doctrine de Mussolini était-elle mentionnée avec éloges par toute une fraction de la droite française qui ne dissimulait pas son hostilité à l’Allemagne hitlérienne. En fait, le corporatisme fasciste ne ressemblait que superficiellement au corporatisme de l’Action française, qui était essentiellement un moyen de contrebalancer l’influence de l’État. Les corporations italiennes, au contraire, sont au service de l’État. Comme dit Gaëtan Pirou, « il s’agit beaucoup moins d’un système auto-organisateur des intérêts économiques que d’une ingénieuse présentation derrière laquelle s’aperçoit le pouvoir politique, qui exerce sa dictature sur l’économie comme sur la pensée ». Il s’agit moins d’un corporatisme analogue à celui de l’Ancien Régime que d’une théorie de l’État corporatif. Les institutions corporatives ne font qu’attester la domestication des intérêts économiques. Le mot de corporation, pour Mussolini, doit être pris dans son sens étymologique de « constitution en corps », cette constitution en corps qui est la fonction essentielle de l’État, celle qui assure son unité et sa vie.

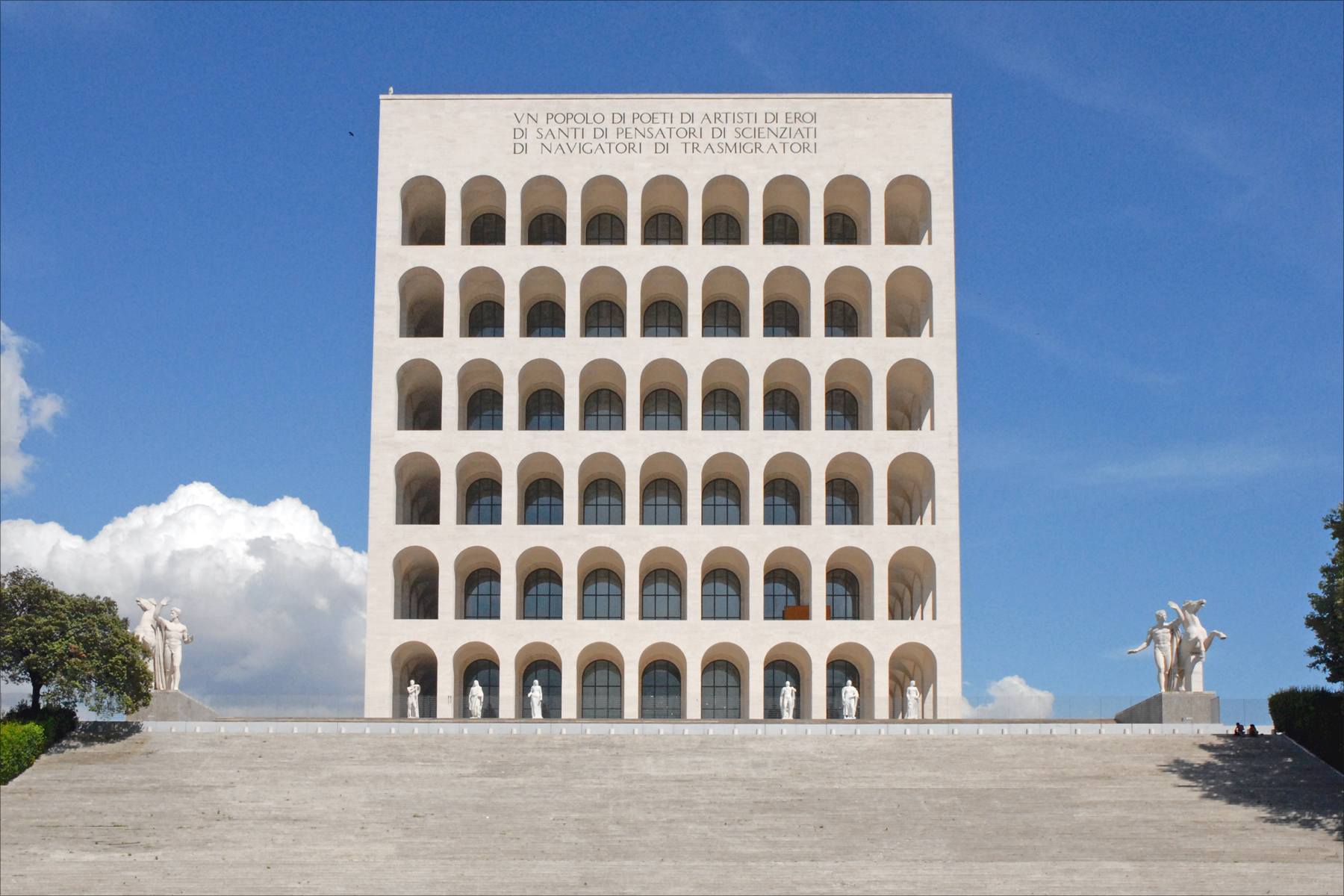
Le palais de la civilisation italienne dans le quartier de l'EUR à Rome, exemple d'architecture fasciste des années 1930.

Le 2 octobre 1925, le Pacte (du palais) Vidoni, signé entre la Confindustria et les représentants du régime fasciste abolit les unions catholiques, socialistes dont la CGIL ou indépendantes, les remplaçant par celles contrôlées par le fascisme. La Confindustria et la Confédération des Corporations fascistes se proclament représentants exclusifs des industriels et le monopole syndical fasciste est approuvé, un tel pacte comprend deux autres demandes, la limitation du droit de grève (qui sera supprimé le 3 avril 1926), et l'auto-fascisation de la Confindustria.
Le régime reçoit son appui des grands industriels, des petits capitalistes, des classes moyennes, des petits fonctionnaires, mais aussi des paysans et des ouvriers les plus pauvres (lumpenprolétariat dans la théorie marxiste).
Dans les années 1930, l'Italie récupère de la Grande Dépression et connaît une croissance économique. Mais elle est contrariée par les sanctions internationales suivant l'invasion de l'Éthiopie en octobre 1935, par le soutien militaire coûteux aux nationalistes espagnols et in fine par l'échec de la politique d'autarcie.

##### République de Salò (1943-1945)
À côté d'une politique totalitaire sanglante et antisémite sous la direction allemande, la République sociale italienne (RSI), ou « République de Salò », tente de mettre en œuvre une politique de nationalisation. Choix d'autant plus aisé que les élites économiques et culturelles, par conviction ou par opportunisme, prennent de plus en plus leurs distances avec le fascisme.

### Partis fascistes ou proches pendant l'entre-deux-guerres

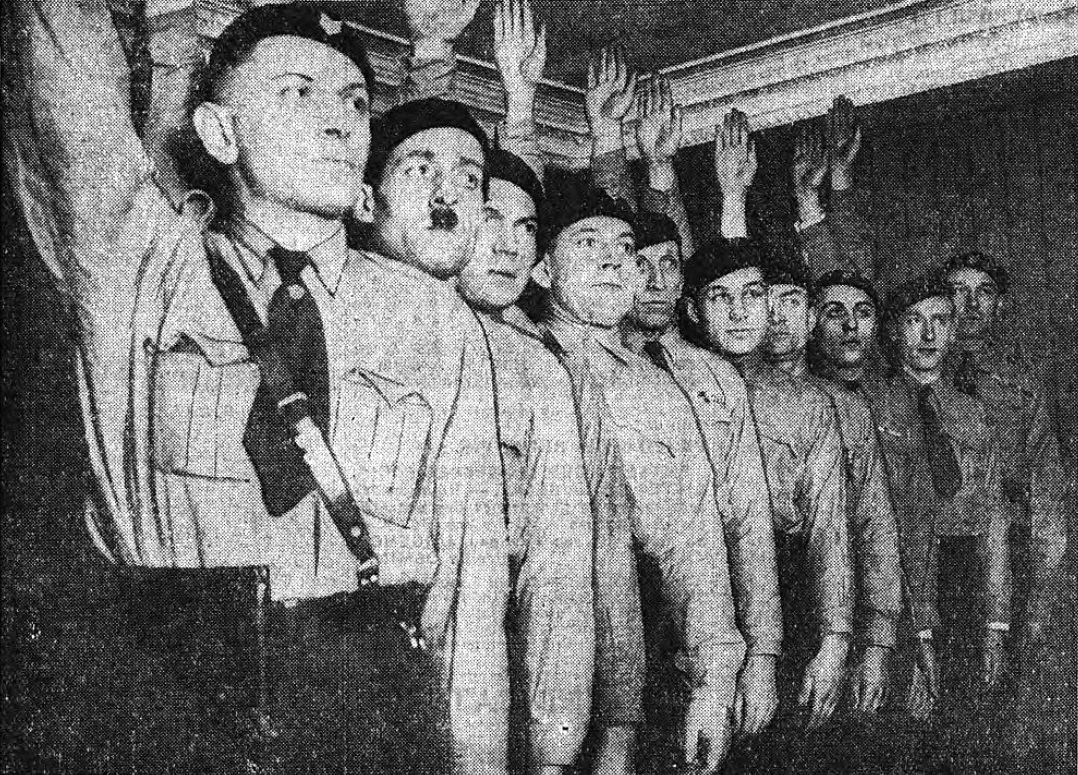
Jeunesses du Parti franciste, Paris, 1934.

Le fascisme italien va susciter des imitateurs dans plusieurs pays à travers le monde des années 1930 et 1940. Plusieurs d'entre eux vont demeurer des mouvements minoritaires tandis que d'autres, au pouvoir, sont en général considérés par les historiens davantage comme autoritaires que comme véritablement fascistes, bien qu'ils puissent avoir des inclinations fascistes. Parmi ceux-ci, on peut citer :
- les mouvements fascistes français (divers mouvements : Solidarité française, Mouvement franciste, Parti populaire français, Rassemblement national populaire, LVF, etc.) ;
- en Belgique, la VNV, Verdaniso ainsi que Rex, incarné par Léon Degrelle ;
- au Royaume-Uni, la British Union of Fascists créée par sir Oswald Mosley, les National Fascisti du Lt. Col. Henry Rippon-Seymour, l'Imperial Fascist League d'Arnold Leese, les British Fascists créés par Rotha Lintorn-Orman et la National Socialist League créée par William Joyce ;
- en Écosse, le Scottish Democratic Fascist Party de William Weir Gilmour.
- en Yougoslavie, les Oustachis croates d'Ante Pavelić et le ZBOR de Dimitrije Ljotić ;
- en Autriche la période dite de l'austrofascisme lancée par Engelbert Dollfuss, au pouvoir de 1933 à 1938 ;
- en Espagne, la Phalange espagnole fondée par José Primo de Rivera, qui soutient Franco lors de la guerre civile ;
- le régime de Ioánnis Metaxás en Grèce (1936-1941) ;
- les Croix fléchées de Ferenc Szálasi, en Hongrie ;
- les Chemises bleues d'Eoin O'Duffy, en Irlande ;
- les Ugunskrusts en Lettonie ;
- l'Algemeene Nederlandsche Fascisten Bond et quelques sections de Verdinaso aux Pays-Bas ;
- le Camp national-radical en Pologne ;
- au Portugal, les chemises vertes au sein de l'Estado novo de Salazar[64] ;
- en Roumanie, la Garde de fer fondée par Corneliu Zelea Codreanu ;
- le Parti national-socialiste des travailleurs en Suède, fondé en 1933 par Sven Olov Lindholm ;
- l'Organisation fasciste panrusse et le Parti fasciste russe, créé en 1931 et présent au Mandchoukouo, l'État fantoche sous domination japonaise ;
- au Brésil (l'Action intégraliste brésilienne ou la Legião Cearense do Trabalho) ;
- au Chili (le Mouvement national-socialiste du Chili, qui tenta un coup d'État le 5 septembre 1938) ;
- en Argentine, la dénommée Ligue républicaine, proche du poète Leopoldo Lugones ;
- les Silver Shirts aux États-Unis (et le gouverneur de Louisiane, Huey Long) ;
- l'Ordre politique national fondé par Georges Oltramare à Genève (Suisse) en 1930 (devenu l'Union nationale en 1934), et son journal Le Pilori lancé dès 1923.
- En Égypte, le parti Jeune Égypte fondé par Ahmed Hussein, lancé en Octobre 1933.
- En Irak, le Club al-Muthanna et sa branche jeunesse Al-Futuwwa.
- En Palestine, le courant éphémère du Maximalisme révisionniste dans le mouvement sioniste et le Parti arabe palestinien ainsi que sa branche jeunesse Al-Futuwwa se sont inspirés des mouvements fascistes européens[65].

Benito Mussolini a tenté de fédérer des partis politiques européens favorables à sa politique à travers les CAUR, les Comitati d'Azione per l'Universalità di Roma.

### Néo-fascisme après 1945

#### France
L'historien américain spécialiste de Vichy Robert Paxton estimait que « c'est dans l'administration publique, dans la modernisation et la planification économique que les mesures — et le personnel — de Vichy se perpétuent avec le plus d'évidence après 1945 ».

#### Italie
Après la défaite, une partie des anciens fascistes se sont organisés en opposition légale dans le Mouvement social italien, qui se référait explicitement à la mémoire de Mussolini. Ce parti a obtenu des scores électoraux appréciables (sans atteindre la majorité), surtout dans les régions pauvres du Sud. Toléré par les gouvernements démocrates-chrétiens, qui y voyaient un dérivatif au communisme, il a cependant toujours été exclu des combinaisons gouvernementales.
Dans sa nouvelle formule, l'Alliance nationale de Gianfranco Fini, le parti a abjuré ses anciens principes totalitaires et a pu participer aux gouvernements de Silvio Berlusconi. Un certain nombre de nostalgiques du Duce ont quitté le parti pour fonder le Mouvement social - Flamme tricolore. D'autres, comme Alessandra Mussolini, sont initialement restés au sein d'AN mais l'ont progressivement quitté. Alliance nationale a fini par abandonner toutes ses références au fascisme et s'est fondu en 2009 dans Le Peuple de la liberté.

#### Espagne
En Espagne, le néofascisme est surtout représenté par les mouvements politiques se réclamant du franquisme, comme Fuerza Nueva, créé en 1966 et les différents partis se présentant comme héritiers de la Phalange espagnole, organisation fasciste ayant appuyé Francisco Franco dans son ascension au pouvoir.

#### Amérique du Sud
Pendant les années 1930, un certain nombre d'autocrates sud-américains avaient déjà manifesté une sympathie ouverte à l'égard des régimes fascistes, comme José Félix Uriburu et Agustin Pedro Justo en Argentine, où le parti nazi local compte 1 400 membres (et encore plus de sympathisants) en 1938, et où se nouent des relations étroites avec le régime hitlérien,.
Après la Seconde Guerre mondiale, des Réseaux d'exfiltration nazis sont mis en place, en grande partie à destination de l'Amérique latine, parfois avec la complicité au moins passive de la CIA,. Plusieurs importants dignitaires nazis comme Adolf Eichmann, Josef Mengele, Klaus Barbie ou Herberts Cukurs et au moins 12 000 autres nazis vivent ainsi après-guerre en toute liberté dans des pays comme le Brésil ou surtout l'Argentine, « où ils mirent leurs services à la disposition des dictatures militaires ».
En effet, alors que débute la guerre froide, les Américains redoutent plus que tout que l'Amérique latine, misérable et très inégalitaire, ne soit tentée par le communisme : la révolution cubaine de 1953 donne corps à ces inquiétudes. Les États-Unis vont alors soutenir une succession de coups d’État militaires sur tout le continent, aboutissant à des dictatures autoritaires d'extrême-droite plus ou moins directement inspirées par le fascisme européen : au Brésil à partir de 1964, en Argentine en 1955, 1962, 1966 et surtout 1976, ou encore en Uruguay et au Chili en 1973, avec presque à chaque fois le recours à des assassinats politiques et la constitution d'« escadrons de la mort ». Cette collaboration culminera dans l'opération Condor, nom donné à la coordination de ces régimes avec l'appui de la CIA, ouvrant des années 1960 à 1980 (parfois plus dans certains pays) une ère de totalitarisme militaire sur presque tout le continent connue sous le nom de « guerre sale » ou d'« années de plomb ».
Toutefois, les dictatures militaires sud-américaines ne répondent pas forcément aux critères du fascisme ; certaines notamment ressemblent davantage à des dictatures libérales-autoritaires et n'ont pas de vision collectiviste de la nation. Elles sont d'ailleurs souvent établies avec l'aide des États-Unis qui promeuvent l'internationalisme libéral. Roger Griffin a inclus Pinochet dans un groupe de despotes pseudo-populistes, distincts du fascisme, qui comprenait des gens comme Saddam Hussein, Suharto et Ferdinand Marcos. Il soutient que de tels régimes peuvent être considérés comme populistes mais manquent de la rhétorique de la renaissance nationale, ou palingenèse, nécessaire pour les rendre conformes au modèle de l'ultranationalisme palingénétique. Robert Paxton considère que le régime de Pinochet est plutôt comparable à celui de Mobutu Sese Seko dans l'ancien Zaïre (aujourd'hui la république démocratique du Congo), arguant que les deux n'étaient que des États clients qui manquaient d'acclamation populaire et de capacité d'expansion. Il a en outre soutenu que si Pinochet avait tenté de construire un véritable fascisme, le régime aurait probablement été renversé ou du moins forcé de modifier sa relation avec les États-Unis.
Le World Fascism: a Historical Encyclopedia note que « Bien qu'il soit autoritaire et gouverné de manière dictatoriale, le soutien de Pinochet aux politiques économiques néolibérales et sa réticence à soutenir les entreprises nationales le distinguent des fascistes classiques ».
Au XXIe siècle, certains politiciens ouvertement « nostalgiques » de cette époque comme le président brésilien Jair Bolsonaro (qui s'affiche « misogyne, homophobe, raciste, entouré de partisans d’un retour au pouvoir des militaires ») sont régulièrement qualifiés de fascistes ou néo-fascistes par la presse politique, et ne semblent pas s'en émouvoir.

## Critiques
Le fascisme a été largement critiqué et condamné dans les temps modernes depuis la défaite des puissances de l'Axe lors de la Seconde Guerre mondiale.

### Antidémocratique et tyrannique
L'une des critiques les plus courantes et les plus fortes adressées au fascisme est qu'il s'agit d'une tyrannie. Le fascisme est délibérément et entièrement non démocratique et antidémocratique,,.

### Opportunisme sans principes: le fascisme italien
Certains critiques du fascisme italien ont déclaré qu'une grande partie de l'idéologie n'était qu'un sous-produit de l'opportunisme sans principes de Mussolini et qu'il avait fait des volte-face sur ses positions politiques simplement pour renforcer ses ambitions personnelles tout en les déguisant en objectifs utiles au public.

### Malhonnêteté idéologique: le fascisme italien
Le fascisme a été critiqué pour sa malhonnêteté idéologique. Des exemples majeurs de malhonnêteté idéologique ont été identifiés dans la relation avec le nazisme allemand,.
Les positions officielles de l'Italie fasciste en matière de politique étrangère utilisaient couramment des hyperboles rhétoriques idéologiques pour justifier ses actions, bien que pendant le mandat de Dino Grandi en tant que ministre des Affaires étrangères de l'Italie, le pays se soit engagé dans une realpolitik exempte de telles hyperboles fascistes. La position du fascisme italien envers le nazisme allemand a fluctué entre la fin des années 1920 et 1934, lorsqu'il a célébré l'accession au pouvoir d'Hitler et la première rencontre de Mussolini avec Hitler en 1934 ; à l'opposition de 1934 à 1936 après l'assassinat du leader allié de l'Italie en Autriche, Engelbert Dollfuss, par les nazis autrichiens, et de nouveau un soutien après 1936, lorsque l'Allemagne était la seule puissance importante à ne pas dénoncer l'invasion et l'occupation de l'Éthiopie par l'Italie.
Après l'explosion de l'antagonisme entre l'Allemagne nazie et l'Italie fasciste à la suite de l'assassinat du chancelier autrichien Dollfuss en 1934, Mussolini et les fascistes italiens ont dénoncé et ridiculisé les théories raciales du nazisme, notamment en dénonçant son nordicisme, tout en promouvant le méditerranéisme. Le fascisme italien a été influencé par la tradition des nationalistes italiens méprisant les affirmations des nordicistes et fiers de comparer l'âge et la sophistication de la civilisation romaine antique ainsi que la renaissance classique de la Renaissance à celle des sociétés nordiques que les nationalistes italiens décrits en comparaison comme des « nouveaux venus » dans la civilisation. Au plus fort de l'antagonisme entre les nazis et les fascistes italiens sur la race, Mussolini affirma que les Allemands eux-mêmes n'étaient pas une race pure et nota avec ironie que la théorie nazie de la supériorité raciale allemande était basée sur les théories des étrangers non allemands, comme le Français Arthur de Gobineau.
Après que la tension dans les relations germano-italiennes ait diminué à la fin des années 1930, le fascisme italien a cherché à harmoniser son idéologie avec le nazisme allemand et a combiné les théories raciales nordicistes et méditerranéistes, notant que les Italiens étaient membres de la race aryenne, composée d'un mélange nordique en tant que sous-type méditerranéen.
En 1938, Mussolini déclara, lors de l'adoption de lois antisémites par l'Italie, que le fascisme italien avait toujours été antisémite. En fait, le fascisme italien n’a approuvé l’antisémitisme qu’à la fin des années 1930, lorsque Mussolini craignait de s’aliéner l’Allemagne nazie antisémite, dont le pouvoir et l’influence grandissaient en Europe. Avant cette période, il y avait eu des Juifs italiens notables qui avaient été de hauts responsables fascistes italiens, notamment Margherita Sarfatti, qui avait également été la maîtresse de Mussolini. Contrairement également à l'affirmation de Mussolini en 1938, seul un petit nombre de fascistes italiens étaient résolument antisémites (comme Roberto Farinacci et Giovanni Preziosi), tandis que d'autres comme Italo Balbo, originaire de Ferrare qui comptait l'une des plus grandes communautés juives d'Italie, était dégoûté par les lois antisémites et s'y opposait. Le spécialiste du fascisme Mark Neocleous note que même si le fascisme italien n'avait pas d'engagement clair envers l'antisémitisme, des déclarations antisémites occasionnelles ont été publiées avant 1938, comme celle de Mussolini en 1919 déclarant que les banquiers juifs de Londres et de New York étaient liés par la race. aux bolcheviks russes et que huit pour cent des bolcheviks russes étaient juifs.

## Usage péjoratif du termefasciste
Le terme « fasciste » est souvent utilisé à gauche pour qualifier péjorativement les mouvances d'extrême droite, ou plus généralement réactionnaires.
Le « rassemblement populaire » de 1935 qui est élu sous le nom de « Front populaire » s'est constitué aussi pour combattre le « fascisme ». L'historien Michel Winock estime que le « fascisme » en France n'a pas vraiment existé dans une forme structurée, alors que d'autres comme Zeev Sternhell, Ernst Nolte ou Robert Soucy estiment que la France a bien connu des mouvements fascistes entre les deux guerres mondiales.
En 2011, Marine Le Pen, alors candidate à l'élection présidentielle de 2012, a intenté un procès à Jean-Luc Mélenchon, lui aussi candidat, pour injure publique. En 2014, le tribunal correctionnel de Paris relaxe le candidat, estimant que l'usage du terme « fasciste » était « dépourvu de caractère injurieux lorsqu'il [était] employé entre adversaires politiques sur un sujet politique ». En 2017, le pourvoi en cassation formé par Marine Le Pen est rejeté.
D'après Damon Mayaffre, spécialiste de l'analyse du discours politique, « le reproche que l'on a pu faire aux forces de gauche après guerre de manier l'invective « fasciste ! » à tort et à travers (notamment en 1958 contre le pouvoir gaulliste) peut être fait dès le départ pour l'entre-deux-guerres. La confusion dans la pensée de la gauche entre mouvement réactionnaire, mouvement autoritaire ou mouvement fasciste est originelle ; elle a toujours été entretenue pour mobiliser. Par simplification et par manichéisme le « fascisme » est souvent, dans une conjoncture donnée, l'ennemi à combattre, comme la « droite » ou la « réaction » le sont dans d'autres conjonctures ».
Le Parti communiste français dans sa période stalinienne a aussi utilisé cette qualification à l'encontre de ses concurrents à gauche, les membres de la SFIO, mais il s'agit là de diffamation pure et simple. Le terme « fascisme » utilisé en tant qu'injure est souvent raccourci en « facho » (apparu à partir de 1968).

## Historiographie
Plusieurs explications divergentes ou opposées ont été données du phénomène fasciste, depuis sa création.

### École des totalitarismes liant fascisme, nazisme et stalinisme
Dans la foulée de la crise du marxisme, des historiens, ont proposé une autre grille de lecture, assemblant dans une même catégorie le « communisme stalinien » et le fascisme : le totalitarisme. Les totalitarismes ont en commun un régime total d'un parti gouvernant les actions et les pensées des personnes. La notion a aussi connu un certain succès en raison des convergences historiques comme celle du pacte germano-soviétique. Outre les historiens, la notion de totalitarisme se trouve chez Friedrich Hayek (La Route de la servitude en particulier), et Hannah Arendt. Elle est cependant critiquée comme étant une arme idéologique, reliquat de la Guerre froide. Les points communs sont généralement présentés comme les suivants :
- l'existence d'un parti unique ;
- la volonté de créer une société sans rapports conflictuels entre les classes ;
- un régime de terreur ou de contrôle des opposants ;
- la volonté de contrôler totalement les individus.

### Fascismes et brutalisation
Dans les années 1990, l'historien George Mosse développe l'idée que les sociétés européennes seraient devenues brutales dès la Première Guerre mondiale, et auraient connu par la suite un processus de brutalisation dont le fascisme serait une illustration dans certains pays européens.
Tout d'abord, le retour à la normalité de l'avant-guerre se fait de manière lente, comme en Allemagne. Les escadrons perpétuent cet état de violence latente, au moins jusqu'en 1922. Mais, à la différence des Corps Francs, durant la période squadriste, les fascistes n'auraient jamais appelé à exterminer physiquement leurs adversaires, qu'ils se contentaient de chasser ou de réduire au silence.
En outre, il développe l'idée que le mythe du surhomme fasciste ne se veut pas un retour à une étape antérieure, mais une création révolutionnaire, entendue au sens de rupture avec un ordre existant.

### Analyses de l'historien Emilio Gentile
Emilio Gentile, professeur à Rome, estime que la question du fascisme italien a été « sous-exposée » après 1945 afin de reconstruire l'Italie sur le mythe d'une Italie résistante. En 2008, il estime que Hannah Arendt n'avait pas les informations nécessaires pour affirmer que le régime fasciste n'était pas un État totalitaire. Il y a donc eu une relecture historiographique au fil des XXe et XXIe siècles. Il a ensuite été étudié comme la « voie italienne vers le totalitarisme ». Mais, dans tous les cas, la question des racines italiennes aurait été occultée, empêchant la construction d'une Italie réconciliée avec son identité nationale.

### Analyse de l'historien Ernesto Galli Della Loggia
Ernesto Galli Della Loggia (it), professeur d'histoire à l'université de Milan spécialiste notamment de l'antifascisme, estime, contrairement à Emilio Gentile, que l'Histoire du fascisme a été « sur-exposée » car instrumentalisée par certains partis issus de la Résistance italienne au fascisme, notamment par le Parti communiste italien, ce qui aurait conduit selon lui à une certaine banalisation du fascisme dans la vie politique italienne.

### Interprétations marxistes
En 1929, August Thalheimer, alors militant du Parti communiste d'Allemagne - opposition, écrit que « le fascisme écarte le suffrage universel, opprime la presse ouvrière et les organisations ouvrières. […] Il représente la dictature ouverte de la bourgeoisie sur la classe ouvrière ».
Léon Trotski a écrit des textes sur le fascisme de 1922 à 1940, notamment dans le Bulletin de l'opposition, aujourd'hui rassemblés dans un livre intitulé "Contre le fascisme" où il apporte une analyse du fascisme en Europe et en particulier en Allemagne.

### Analyse du Comité de vigilance des intellectuels antifascistes
En 1935, le Comité de vigilance des intellectuels antifascistes publie une brochure intitulée Qu'est-ce que le fascisme ? Le comité y propose l'analyse suivante :

« L'exemple de l'Italie ou de l'Allemagne nous montre que la confusion des idées est la condition même du succès fasciste. Le fascisme se sert de toutes les jongleries verbales.
Il n'y a pas une doctrine fasciste définie et cohérente. Il y a une démagogie fasciste qui varie selon les pays et pour chaque pays selon les classes et les circonstances. Il importe peu au fascisme d'accumuler les contradictions dans sa propagande, dont l'objet est d'entraîner les mécontents dans une action aveugle, et qui s'emploie en conséquence à exciter les passions aux dépens de la raison »